# Marin Hinkle
Marin Hinkle (ur. 23 marca 1966 w Dar es Salaam) – amerykańska aktorka.

## Życiorys
Urodziła się w Dar es Salaam, w Tanzanii. Studiowała na Brown University i New York University. Karierę zaczęła od roli w operze mydlanej Inny świat.
Wystąpiła gościnnie w kilku serialach, takich jak: Spin City, Prawo i porządek, Bez śladu, Ostry dyżur i Dr House. Obecnie występuje w popularnym serialu Dwóch i pół, u boku Ashtona Kutchera i Jona Cryera, jako Judith.
W 1998 wyszła za Randalla Sommera, z którym ma jedno dziecko.